# Aes Dana (Ambient)
Aes Dana ist der Künstlername von Vincent Villuis aus Lyon. Der Name kommt vom altirischen Begriff áes dána („Leute mit Fähigkeiten“).

## Biografie
Vincent Villuis, ein ehemaliges Mitglied der Band 'Asura', lernte die D.J. 'Sunbeam' (aka Mahiane) kennen, kombinierte seinen Musikstil mit ihrem und sie schufen zusammen das Musikprojekt 'Aes Dana'. Später gründeten sie zusammen das Label 'Ultimae Records'.

## Diskografie

### Alben
- 2002, Season 5, Ultimae Records INRE 007
- 2003, Aftermath (Limited Edition), Ultimae Records INRE 010
- 2004, Memory Shell, Ultimae Records INRE 014
- 2007, Manifold, Ultimae Records INRE 022
- 2009, Leylines, Ultimae Records INRE 034
- 2011, Perimeters, Ultimae Records INRE 045
- 2012, Pollen, Ultimae Records INRE 055
- 2013, Aftermath 2.0 | Archives Of Peace, Ultimae Records INRE 10.2
- 2016, Leylines, Ultimae Records
- 2016, Far & Off (Fiat. MikTek), Ultimae Records
- 2016, The Unexpected Hours (Feat. MikTek), Ultimae Records
- 2017, Pollen (Remastered), Ultimae Records
- 2020, Inks, Ultimae Records
- 2021, (a) period., Ultimae Records
- 2022, Interstice (Live set), Ultimae Records

### Weitere Veröffentlichungen (Kompilation)
- Skyclad (High Frequencies Version), Fahrenheit Project Part One, 2001
- Summerlands, Fahrenheit Project Part Two, 2001
- Undertow, Fahrenheit Project Part Three, 2002
- Suspended Grounds, VA - Module 01, 2002
- Memory Shell (Mindgames Festival Live Version), Fahrenheit Project Part Four, 2003
- Seaweeds Corporate, VA - Mountain High, 2003
- Happy Leary, VA - Peace Therapy, 2003
- Iris Rotation, VA - Antenna Vol. 1, 2004
- Aftermath pt. 03, VA - Module 02, 2004
- Aftermath pt. 08, VA - Albedo, 2005
- Hug, VA - Chilling Goddess, 2005
- Purple, Fahrenheit Project Part Five, 2005
- Bam, VA - Mountain High 2, 2005
- Natti Natti (Androcell Remix), Androcell - Efflorescence, 2006
- Mineral Lights (Submerge Edit), Oxycanta, 2006
- Lysistrata, Opus Iridium,  Suntrip Records, 2008
- Pulse Rate, VA - Vital Signs,  Celestial Dragon Records, 2010